# Oranjestad
Oranjestad (papiamento Playa) je hlavní a největší město Aruby, zámořského území Nizozemského království. Nachází se na jižním pobřeží poblíž západního konce ostrovní země. V místním jazyce, Papiamento, Oranjestad je často označován jako Playa. V roce 2015 zde žilo 34 980 obyvatel.

## Historie
Město bylo postaveno kolem pevnosti Fort Zoutman krátce poté, co bylo postaveno v roce 1796. Zpočátku město nemělo žádný oficiální název, bylo známé pouze jako město v zátoce koní (Paardenbaai v nizozemštině), místo, odkud byli koně chováni a vyváženi do sousedního Curaçaa a Jamajky. Na počátku 19. století byl Oranjestad jako vesnice, protože Aruba neměla žádné velké plantáže ani mezinárodní obchodníky. Celková populace ostrova v roce 1816 byla odhadnuta na 1 732, z nichž většina byli zemědělci. Fort Zoutman byla hlavní budova, kolem které bylo postaveno 200 malých domů. Město mělo dva kostely: jeden katolický a jeden protestantský. Nedaleko byla rybářská vesnice Rancho.

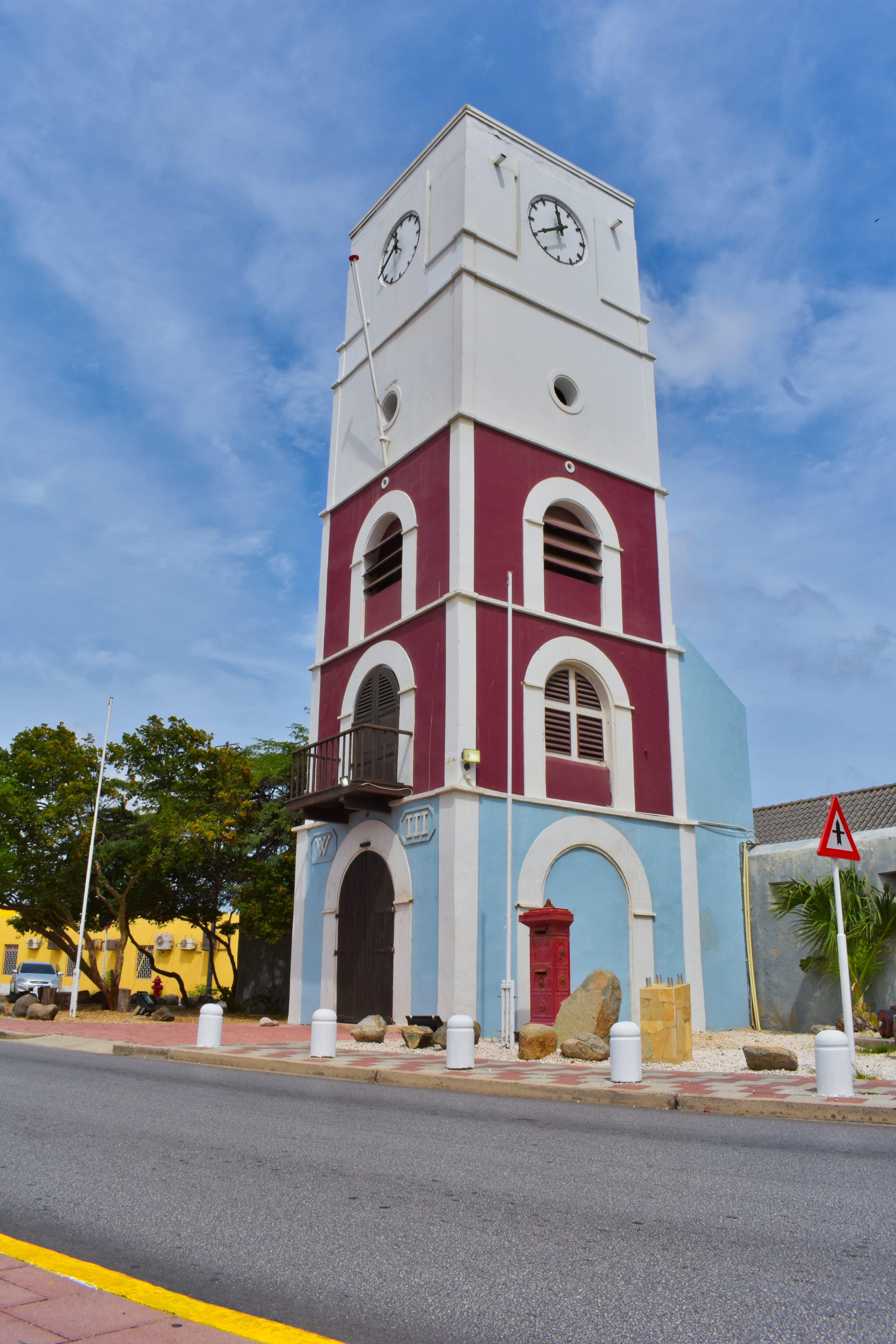
Pevnost Fort Zoutman

Oranjestad se stal hlavním městem ostrova v roce 1824. Byl pojmenován po prvním nizozemském králi Vilémovi I. Během tohoto období se zájem o Arubu zvýšil díky objevu aluviálních ložisek zlata. Ropný průmysl objevil Arubu v roce 1924. Založení ropné rafinerie společností Lago Oil and Transport Company mělo za následek nejen nárůst počtu obyvatel, ale také výrazné zvýšení prosperity ostrova. Od roku 1960 se cestovní ruch stal důležitějším a vyústil ve vytvoření velké hotelové zóny. Administrativně bylo město rozděleno na dva okresy: východní a západní. Oranjestad, Noord a Santa Cruz se spojily do jedné téměř souvislé městské oblasti pokrývající sever ostrova.

## Ekonomika

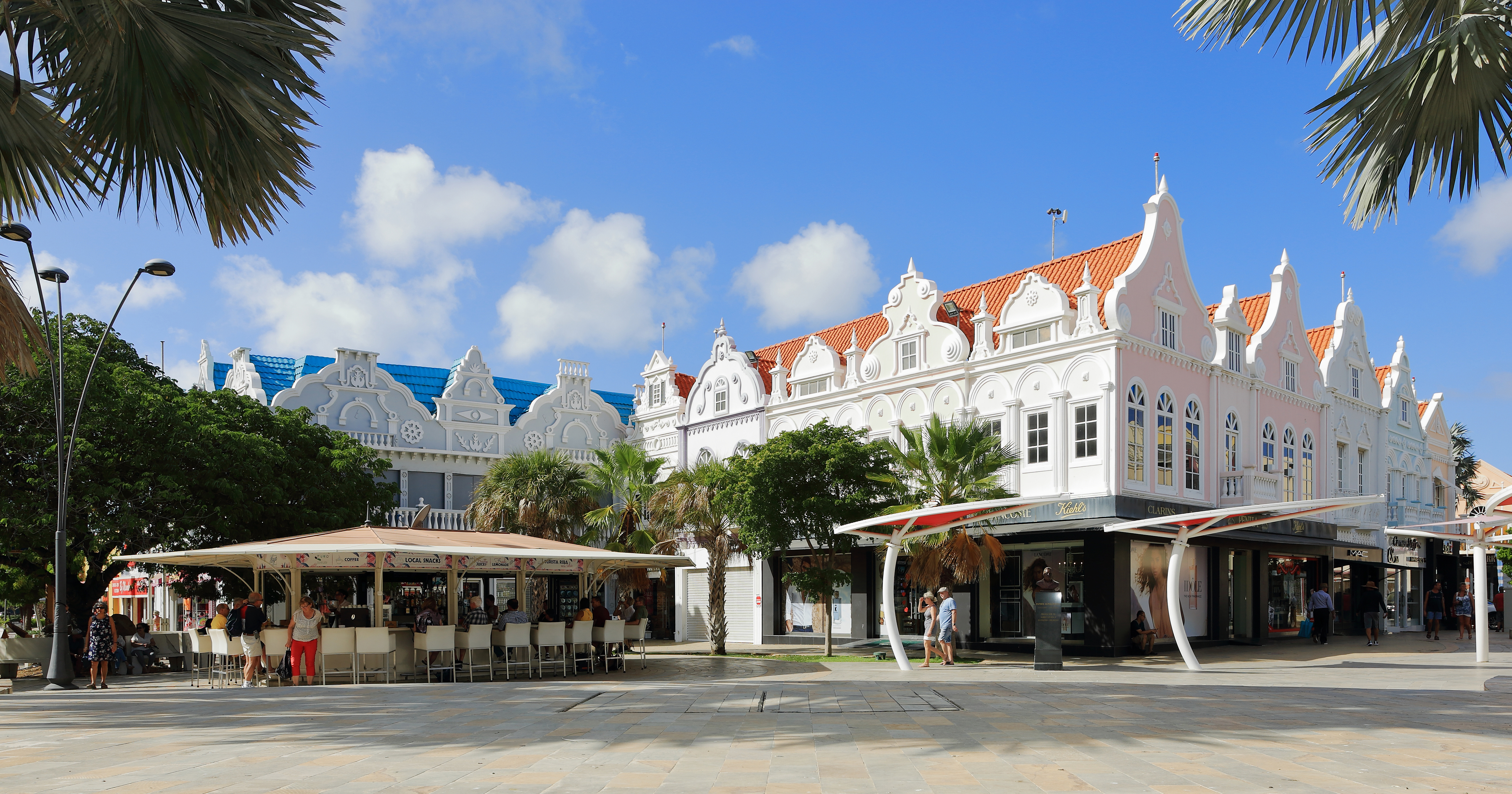
Centrum města s nizozemskou architekturou

Významné zastoupení měl dříve petrochemický průmysl, dnes je významný průmysl farmaceutický a výroba kosmetik z aloe. Význam zde má i cestovní ruch.

## Doprava
Oranjestad je podáván mezinárodním letištěm královny Beatrix (Queen Beatrix International Airport), 2,5 km od centra města. Jeho centrum je obsluhováno tramvajovou linkou, která byla slavnostně otevřena v prosinci 2012.
Oranjestad je domovem Paardenbaai, největšího přístavu na ostrově pro cestující. Paardenbaai je schopen ukotvit až pět velkých plavidel. Přístav pro nákladní lodě je v Barcadera 5 km na východ.

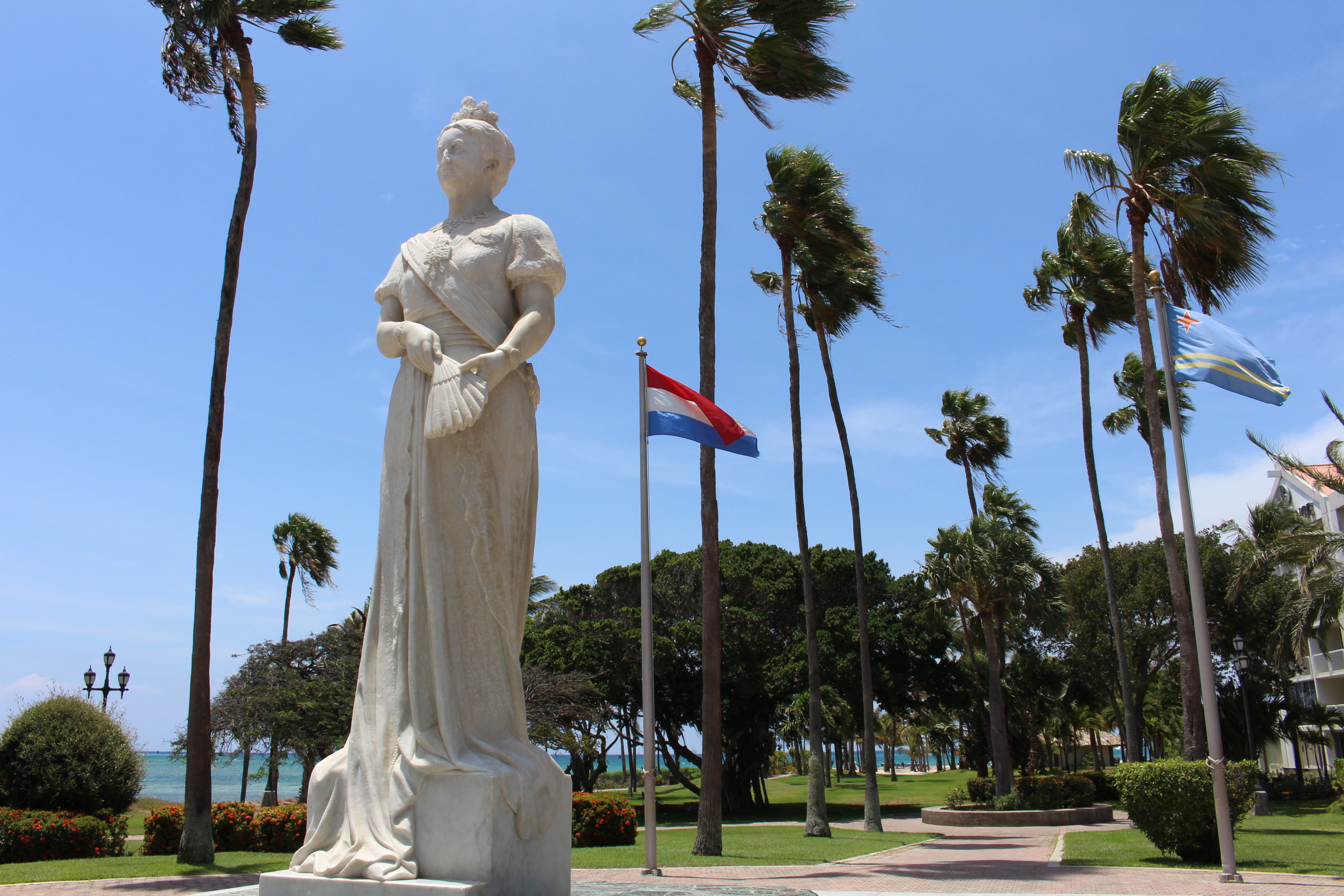
Socha královny Vilemíny Nizozemské (1880–1962)

## Vzdělávání
Oranjestad je domovem University of Aruba, která nabízí programy v oblasti práva a ekonomie, a největší střední školy na ostrově (Colegio Arubano), obě modelované na nizozemském systému. Mnoho studentů se zapisuje na univerzitách v Nizozemsku pro postgraduální a postgraduální tituly.